# Manoa Vosawai

a Compétitions nationales et continentales officielles uniquement.

b Matchs officiels uniquement.
Dernière mise à jour le 13 juin 2020.
Manoa Vosawai, né le 12 août 1983 à Suva (Fidji), est un joueur international italien d'origine fidjienne de rugby à XV jouant au poste de troisième ligne centre.

## Biographie
Manoa Vosawai naît aux Fidji et étudie à la Suva Grammar School.
Il commence sa carrière dans son pays natal et joue notamment pour la franchise des Coastal Stallions en Colonial Cup. Il remporte la première édition de cette compétition en 2004, battant les Suva Highlanders 26 à 21 en finale. Il est ensuite transféré en Italie, où il devient international italien.
Il a honoré sa première cape internationale en équipe d'Italie le 18 août 2007 contre l'équipe du Japon en tant que remplaçant entré en cours de jeu.
Il met un terme à sa carrière en 2020.

## Statistiques en équipe nationale
- 17 sélections en équipe d'Italie
- 5 points (1 essai)
- Sélections par année: 5 en 2007, 2 en 2010, 1 en 2011, 2 en 2012, 3 en 2013, 4 en 2014
- Tournoi des Six Nations disputés: 2010, 2011, 2012, 2013, 2014
- En coupe du monde :
  - 2007 : 3 sélections (Nouvelle-Zélande, Roumanie, Portugal)